# Traje de novio

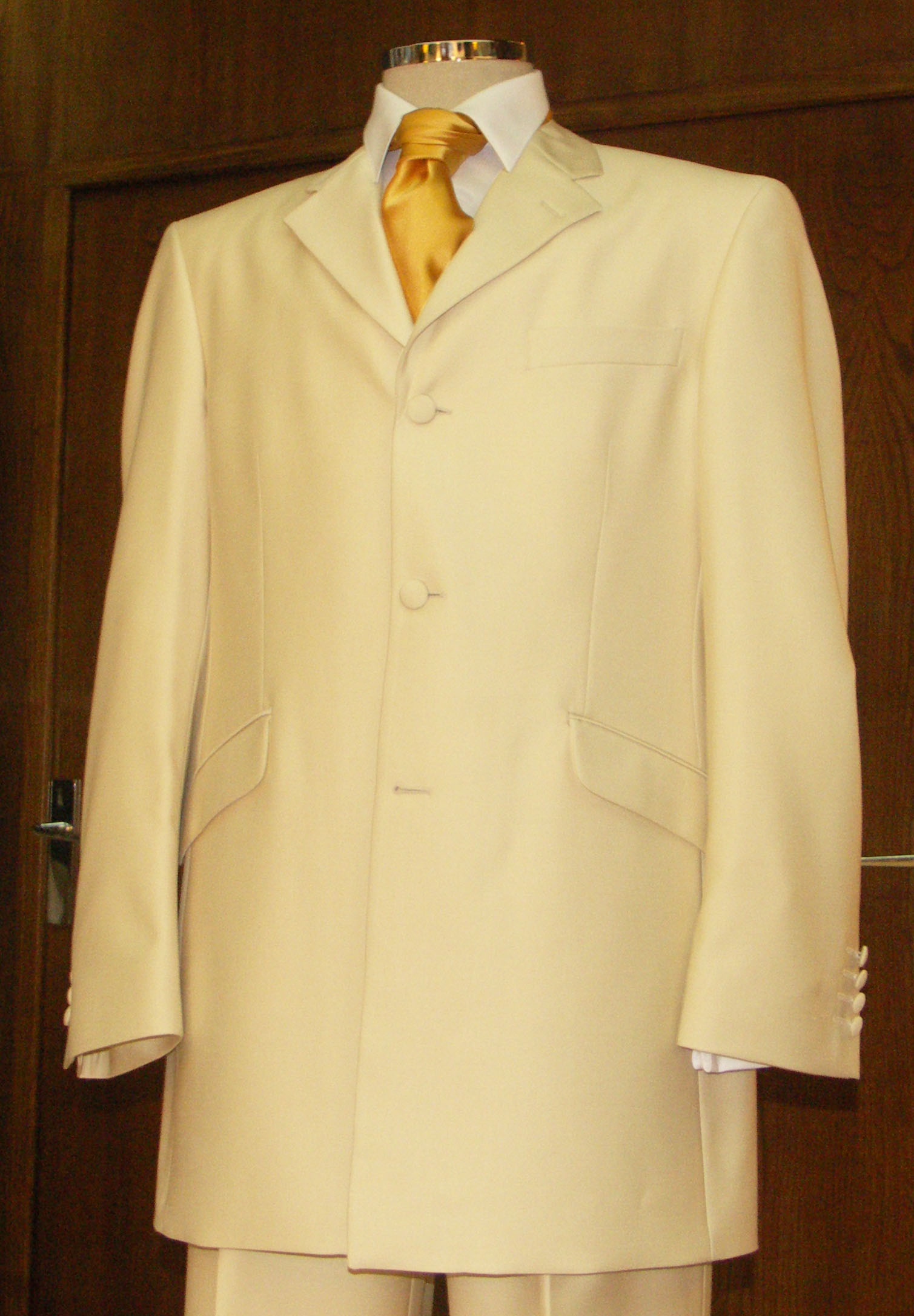
Traje de novio en marfil. Dependiendo de las regiones este color puede ser frecuente o muy raro

El traje de novio a mediado o finales del siglo XX no era más que un traje de calle, generalmente cruzado, que se utilizaba para casarse. Eran los complementos como los gemelos, la camisa de puño doble o el corbatón lo que le conferían la categoría de un traje para ceremonia.

## Partes del traje de novio
Como se ha indicado el traje de novio puede ser una traje de calle al que se le han añadido complementos especiales. Su partes suelen ser:
- Levita aunque también puede ser americana o saco como se denomina en otros países. Los colores suelen ser los mismos que los trajes normales, es decir, negros, azul marino, gris perla y gris marengo, en países tropicales puede añadise el blanco y marfil. Otro tonos como el bronce o el atornasolado son muy escasos.
- Pantalón.
- Camisa de puño doble.
- Gemelos.
- Chaleco
- Prenda de cuello que puede ser corbata, corbatón o rocheu. Algunos usan también pajarita.
- Zapatos habitualmente negros y de cordón, pero también admite otros tipos.

Otros complementos serían el cinturón (de cuero negro) y el alfiler de corbata.

## El nacimiento de una industria propia
Durante varios siglos en muchos países, caso de la cuenca mediterránea, la economía familiar no permitía tener varios trajes y otras prendas de vestir. Por lo tanto, para los hombres utilizaban el mismo atuendo que habían empleado antes o bien pensaban utilizar después. Es a partir de los años 70 y 80 del siglo XX cuando comienza a nacer una industria propia dedicada al traje de novio.
En los años noventa se abandona el traje cruzado para el novio y entra el sencillo; pero generalmente de microfíbra. Además aparecen los chalecos de colores para los novios; apartándose así de la tendencia marcada por George Brummel y apareciendo un novio llamativo en lugar de elegántemente discreto, este cambio es llamado a vece como una pequeña revolución en el vestir masculino.

## Los límites del traje de novio
Debido a sus orígenes cotidianos el traje de novio no suele utilizarse en bodas donde los cónyuges quieran mayor distinción. Para estos casos la prenda más empleada es el chaqué. Puesto que las bodas suelen ser de día, principalmente por motivos fotográficos, el frac no es corriente que sea prenda para casarse; pero si la ceremonia se celebrase pasadas las 6 de la tarde sería la prenda indicada por el protocolo.